# 速杞之戰
速杞之戰發生於前704年，楚國打敗隨國軍隊的一場戰爭。
楚國國君熊通為人好戰，早有僭號稱王的志向。令尹鬬伯比進言說楚國去除王號已久，如今欲恢復王號，首先必須以武力制服諸侯。熊通便向鬬伯比詢問計策。鬬伯比認為隨國為漢東諸國中最強大，如若熊通以兵攻打隨國，而另一方面派遣使節要求隨國會盟。若隨國臣服楚國，則漢淮地方諸國，全都會繼而臣服。前706年，熊通聽從鬬伯比之計，因此親率大軍，屯兵於瑕。派遣大夫薳章，要求隨國會盟。隨國暫且應允結盟，但因佞臣少師中了鬬伯比驕兵之計，而使隨侯輕視楚國。
前704年夏天，楚國邀請各國諸侯到沈鹿（今湖北省鍾祥縣東）會盟，漢東諸國中，只有黃，隨二國國君未到盟會。熊通因此派遣大夫薳章前去責備黃國，又親自率領大軍討伐隨國，進軍至漢水、淮水之間。雖然大夫季梁在戰前反對與楚軍速戰，又建議避其鋒芒。但是隨侯及少師輕視楚軍，兩軍在速杞交戰，隨軍因而大敗，隨侯逃逸，戎右少師為鬬丹俘獲。熊通要求隨侯為楚國上言要求進爵，但是周桓王拒絕熊通，熊通遂自立為「武王」，與隨國結盟而去。漢東諸國，各遣使稱賀。自此，楚君皆稱「王」，開創諸侯僭號稱王的先河，當時周室衰微，故亦無法阻止。